# Biografielijst Ge

## Ge
- Nikolaj Ge (1831-1894), Russisch kunstschilder

## Gea
- José David de Gea (1977), Spaans motorcoureur

## Geb

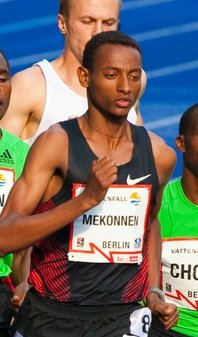
Mekonnen Gebremedhin

- Geber (ca.721-815), Arabisch alchemist
- Yemane Gebreab (1954), Eritrees politicus en diplomaat
- Gebre-egziabher Gebremariam (1984), Ethiopisch atleet
- Mekonnen Gebremedhin (1988), Ethiopisch atleet
- Dejen Gebremeskel (1989), Ethiopisch atleet
- Haile Gebrselassie (1973), Ethiopisch atleet
- Tekeye Gebrselassie (1970), Ethiopisch atleet
- Emahoy Tsegué-Maryam Guèbrou (ፅጌ ማርያም ገብሩ, 1923-2023), Ethiopisch non, pianiste en componiste
- Otto Gebühr (1877-1954), Duits toneel- en filmacteur

## Ged

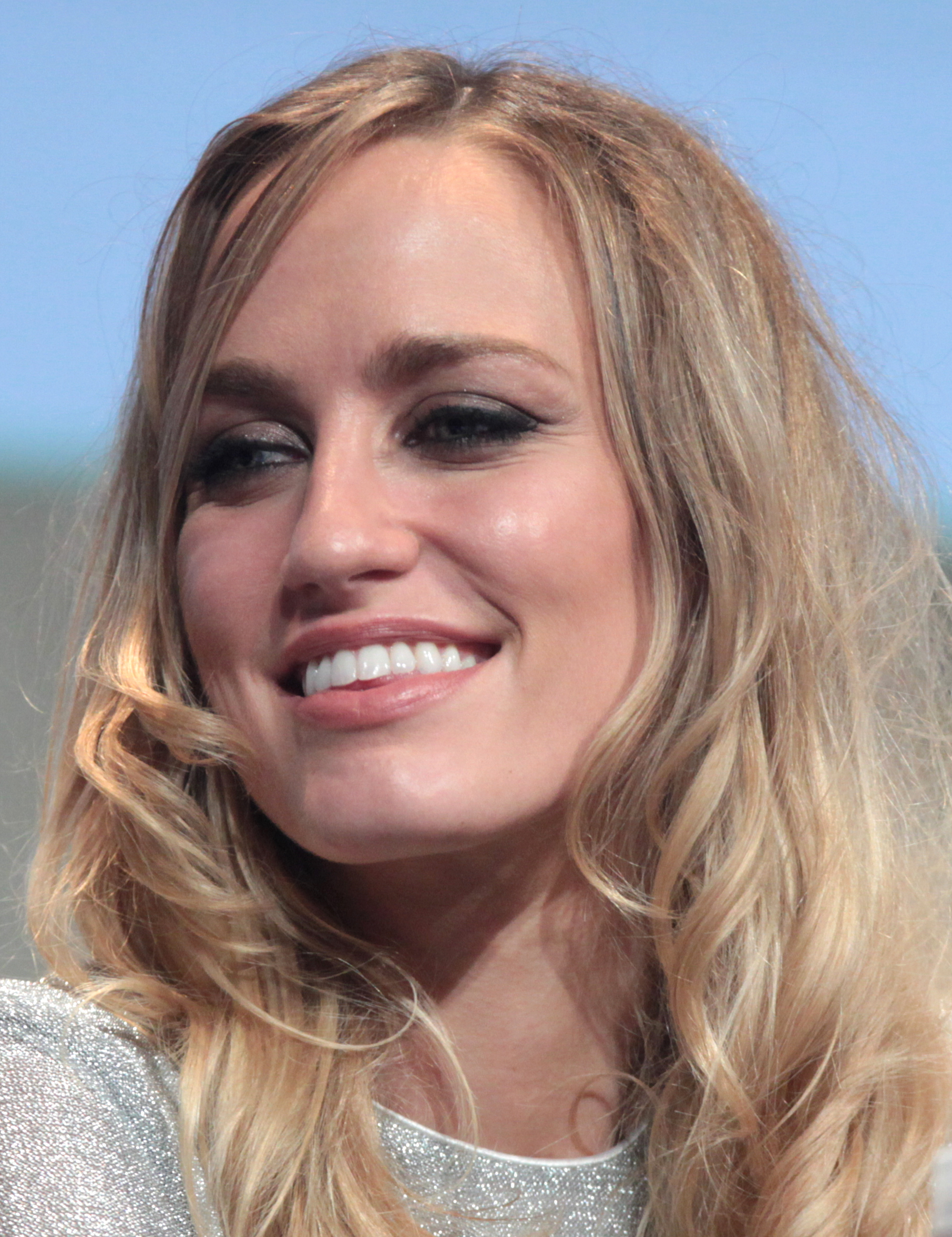
Ruta Gedmintas, 2012

- Nicolai Gedda (1925), Zweeds tenor
- Elene Gedevanisjvili (1990), Georgisch kunstschaatsster
- Ruta Gedmintas (1983), Brits actrice
- Richard Gedopt (1916-2012), Belgisch voetballer

## Gee
- Cees Geel (1965), Nederlands acteur
- Jacobine Geel (1963), Nederlands theoloog, predikant, tv-presentatrice en columnist
- Peet Geel (1929-2017), Nederlands voetballer
- Martin van Geel (1960), Nederlands voetballer en voetbaldirecteur
- Pieter van Geel (1951), Nederlands politicus
- Guido Geelen (1961), Nederlands beeldhouwer
- Harrie Geelen (1939), Nederlands tekenaar en regisseur
- Jan Geelen (1896-1969), Belgisch politicus
- Cornelis van Geelkerken (1901-1976), Nederlands politicus en oorlogsmisdadiger
- Johannes Geelkerken (1879-1960), Nederlands predikant en theoloog
- Laurens Geels (1947), Nederlands filmproducent
- Ruud Geels (1948-2023), Nederlands voetballer
- Cees Geenen (1902-1973), Nederlands architect
- John van Geenen (1964), Nederlands voetballer en voetbaltrainer
- Marc Geenen (1961), Belgisch journalist, presentator, radio- en televisieregisseur, omroeper, radio- en televisieproducent, zanger, gitarist en politicus
- Pieter Geenen (1955), Nederlands stripauteur en cartoonist
- Rick Geenen (1988), Nederlands voetballer
- Mieke Geens (1982), Belgisch atlete
- Boudewijn de Geer (1955-2024), Nederlands voetballer en voetbaltrainer
- Dirk Jan de Geer (1870-1960), Nederlands premier (1926-1929 en 1939-1940)
- Margo Geer (1992), Amerikaans zwemster
- Mike de Geer (1989), Nederlands voetballer
- Ursul de Geer (1946-2020), Nederlands regisseur en televisiepresentator
- René Geeraert (1908-1999), Belgisch atleet
- Annie Geeraerts (1926), Belgisch actrice
- Carl Geeraerts (?), Belgisch politicus
- Jan Geeraerts (1814-1890), Belgisch kunstschilder
- Jef Geeraerts (1930-2015), Belgisch schrijver
- Petrus Geeraerts (1779 of 1780-1847), Zuid-Nederlands en Belgisch brouwer en politicus
- Petrus Joannes Geeraerts (1850-1901), Belgisch brouwer en politicus
- Rob Geeraerts (1945), Belgisch politicus
- Achiel Geerardyn (1894-1969), Belgisch uitgever en drukker
- Maurits Geerardyn (1896-1979), Belgisch priester en Vlaams activist
- Adhemar Geerebaert (1876-1944), Vlaams classicus
- Hilbert Geerling (19?), Nederlands goochelaar
- Wilfried Geeroms (1941-1999), Belgisch atleet en atletiektrainer
- Domien Geers (1787-1849), Belgisch burgemeester
- Geertgen tot Sint Jans (eind 15e eeuw), Nederlands kunstenaar
- Albert Geertjes (1951), Nederlands kunstenaar
- Lutsharel Geertruida (2000), Nederlands voetballer
- Geertruida van Merenberg (1311?-1350), Duitse adellijke vrouw
- Charles Geerts (1943-2024), Nederlands ondernemer
- Paul Geerts (1937), Vlaams stripauteur
- Walter Geerts (1929-2011), Belgisch vrt-journalist
- Molly Geertsema (1918-1991), Nederlands politicus
- Clifford Geertz (1926), Amerikaans cultureel antropoloog
- Jef Gees (1956), Belgisch atleet
- Anton Geesink (1934-2010), Nederlands judoka en sportbestuurder
- Joop Geesink (1913-1984), Nederlands filmproducent
- Robert Geesink (1942-2016), Nederlands schilder, wonende en werkende te India
- Cor van der Geest (1945), Nederlands judotrainer
- Dennis van der Geest (1975), Nederlands judoka
- Elco van der Geest (1979), Nederlands judoka
- Klaas van der Geest (1903-1964), Nederlands zeeman en schrijver

## Geg
- Luiza Gega (1988), Albanees atlete
- Evgeni Gegetsjkori (1882-1954), Georgisch politicus

## Geh
- Arnold Gehlen (1904-1976), Duits socioloog en filosoof
- Nick Gehlfuss (1985), Amerikaans acteur
- Tom Gehrels (1925-2011), Amerikaans-Nederlands astronoom

## Gei

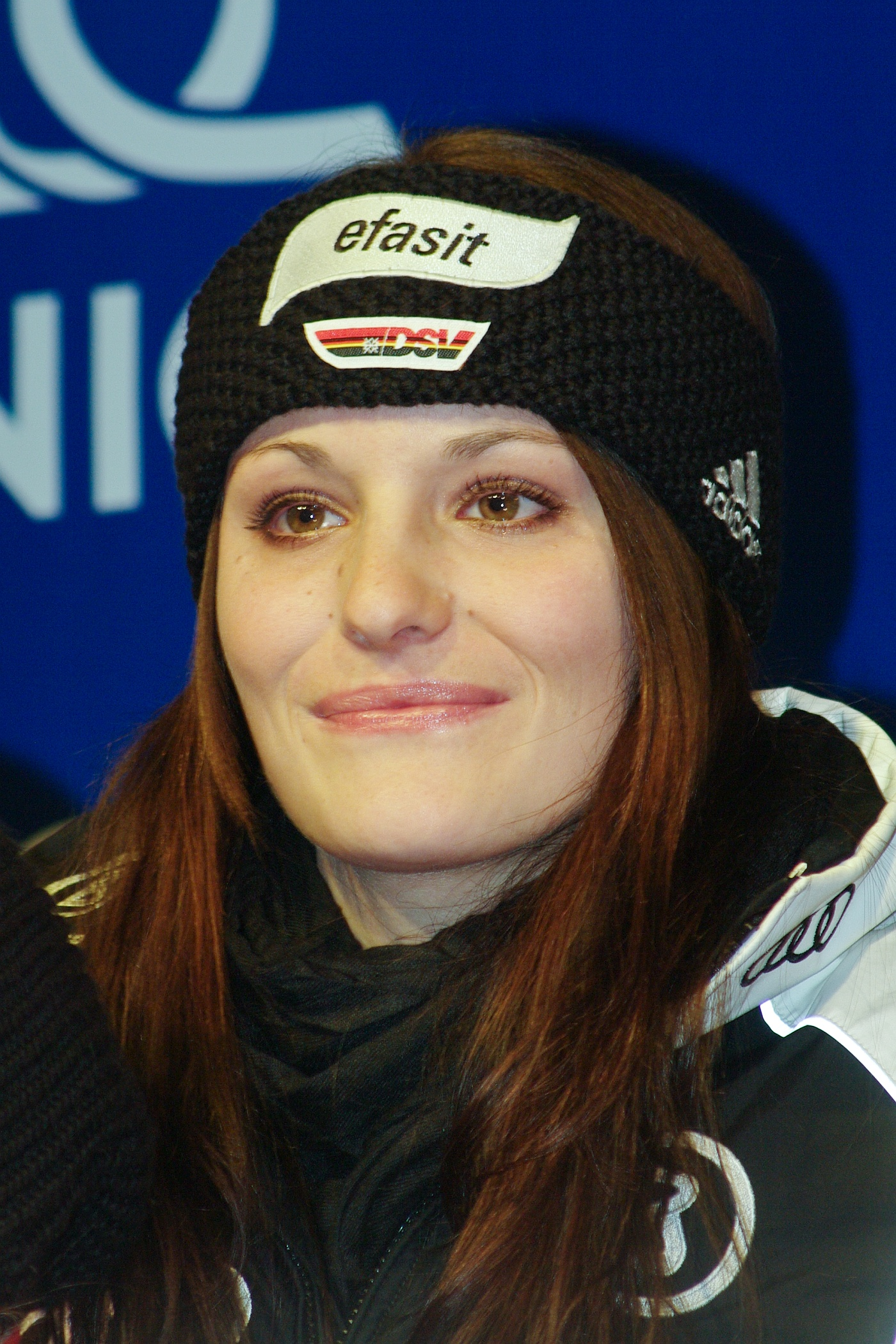
Christina Geiger

- Christina Geiger (1990), Duits alpineskiester
- Hans Geiger (1882-1945), Duits uitvinder van de geigerteller
- Teddy Geiger (1988), Amerikaans zanger en songwriter
- Vinzenz Geiger (1997), Duits noordse combinatieskiër
- Erik Gustaf Geijer (1783-1847), Zweeds schrijver, historicus, dichter, filosoof en componist
- Pieter Geijl (1887-1966), Nederlands historicus
- Carry Geijssen (1947), Nederlands schaatsster
- Louisa van Geijtenbeek (1882-1965), Nederlands zangeres en revueartieste
- Andre Geim (1958), Russisch-Nederlands natuurkundige en Nobelprijswinnaar
- Ad van de Gein (1922-2014), Nederlands musicus
- Ed Gein (1906-1984), Amerikaans seriemoordenaar
- Hage Geingob (1941-2024), Namibisch politicus
- Ines Geipel (1960), Duits atlete, schrijfster en hoogleraar
- Philip Geipel (1986), Duits autocoureur
- Johan Geirnaert (1951), Belgisch atleet
- Natalie Geisenberger (1988), Duits rodelaarster
- Heinrich Geißler (1814-1879), Duits natuurkundige en uitvinder van de geisslerbuis
- Margit Geissler (1958-2016), Duits actrice en fotomodel
- Timothy Geithner (1961), Amerikaans politicus

## Gel

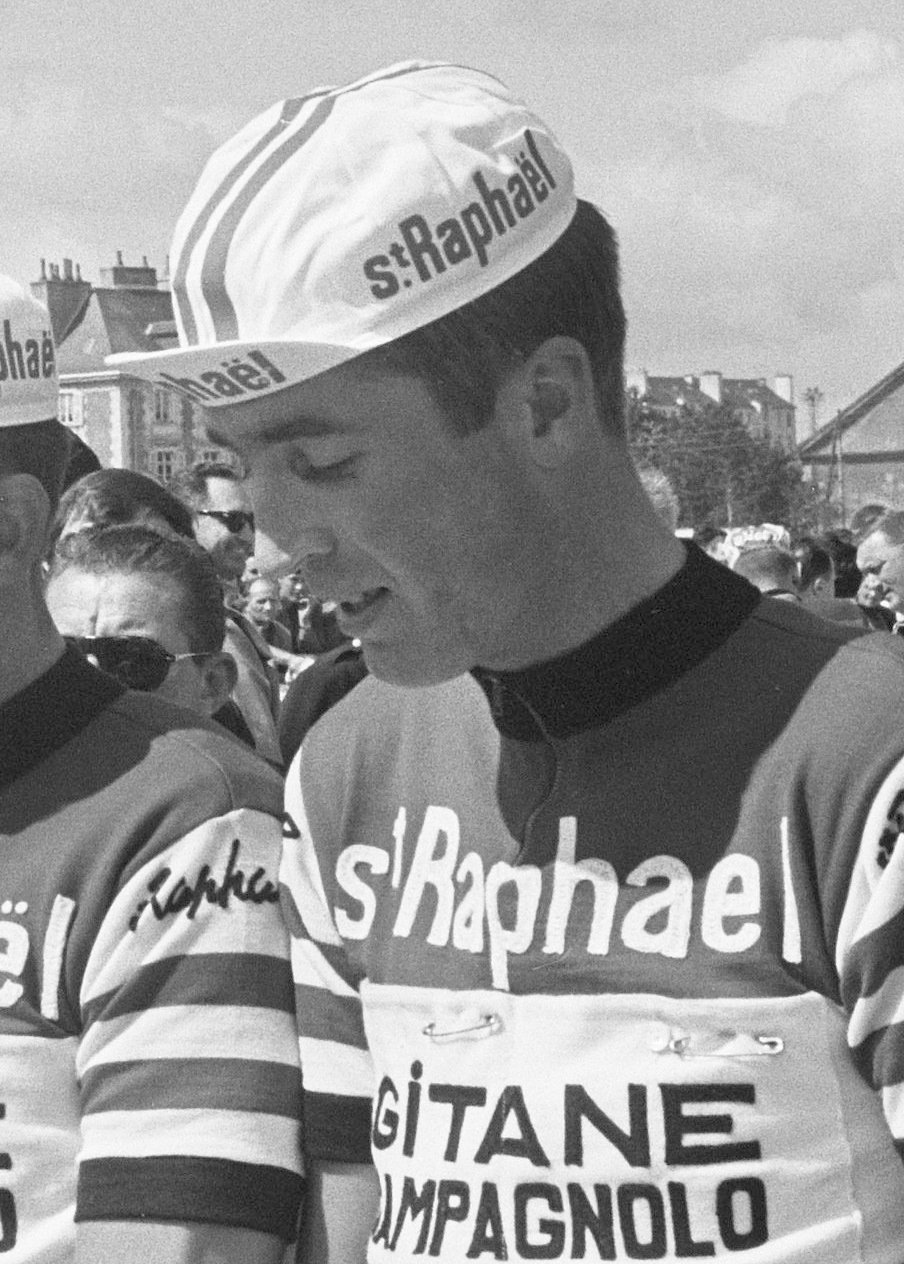
Ab Geldermans

- Sean Gelael (1996), Indonesisch autocoureur
- Tiki Gelana (1987), Ethiopisch atlete
- Gelasius I (+496), Afrikaans paus (492-496)
- Adri de Gelder (1953/54-2006), Nederlands natuurbeschermer
- Ben van Gelder (1918-2003), Nederlands voetbalmanager
- Cor van Gelder (1904-1969), Nederlands zwemster
- Henk van Gelder (1946-2025), Nederlands journalist
- Jack van Gelder (1950), Nederlands sportverslaggever en televisiepresentator
- Jochem van Gelder (1963), Nederlands televisiepresentator, zanger en schrijver
- Johan van Gelder (1955), Nederlands journalist en publicist
- Paul van Gelder (1947-2024), Nederlands diskjockey
- Rudy Van Gelder (1924-2016), Amerikaans geluidstechnicus
- Yuri van Gelder (1983), Nederlands turner
- Peter Gelderblom (1965), Nederlands diskjockey
- Ab Geldermans (1935-2025), Nederlands wielrenner en ploegleider
- Marie-Paule Geldhof (1959), Belgisch atlete
- Mähri Geldiýewa (1973), schaakster uit Turkmenistan
- Bob Geldof (1951), Iers zanger en liedjesschrijver
- Peaches Geldof (1989-2014), Brits televisiepresentatrice, journalist en model
- Wilma Geldof (1962), Nederlands kinderboekenschrijfster
- Johan Geleyns, Belgisch fotograaf
- Boris Gelfand (1968), Wit-Russisch-Israëlisch schaker
- Marinus Hendrik Gelinck (1910-1989), Nederlands jurist
- Henri Gelissen (1895-1982), Nederlands scheikundige, politicus en ondernemer
- Murray Gell-Mann (1929), Amerikaans natuurkundige en Nobelprijswinnaar
- Sarah Michelle Gellar (1977), Amerikaans actrice
- Margaret Geller (1947), Amerikaans astrofysicus
- Uri Geller (1946), Israëlisch 'paranormalist', goochelaar, model en kunstschilder
- Paul Gellings (1953), Nederlands dichter
- Ernest Gellner (1925-1995), Brits filosoof, antropoloog en socioloog
- Mariastella Gelmini (1973), Italiaans politicus
- Marjolein van 't Geloof (1996), Nederlands wielrenster
- Machteld van Gelre (-1247), Nederlandse adellijke vrouw
- Jan Geluk (1950), Nederlands politicus, landbouwer en ondernemer
- Leonard Geluk (1970), Nederlands politicus

## Gem
- Amin Gemayel (1942), Libanees politicus
- Bashir Gemayel (1947-1982), Libanees militair en politicus
- Maurice Gemayel (1910-1970), Libanees politicus
- Pierre Gemayel (1905-1984), Libanees sjeik en politicus
- Pierre Amine Gemayel (1972-2006), Libanees politicus
- Shitaye Gemechu (1980), Ethiopisch atlete
- Arie van Gemert (1929-2024), Nederlands voetbalscheidsrechter

- Adam Gemili (1993), Brits atleet en voetballer
- Raphaël Géminiani (1925-2024), Frans wielrenner
- Jos Gemmeke (1922-2010), Nederlands verzetsvrouw
- Albert Konrad Gemmeker (1907-1982) Duits kampcommandant en oorlogsmisdadiger.
- Andrew Gemmell (1991), Amerikaans zwemmer
- Elena Gemo (1987), Italiaans zwemster

## Gen

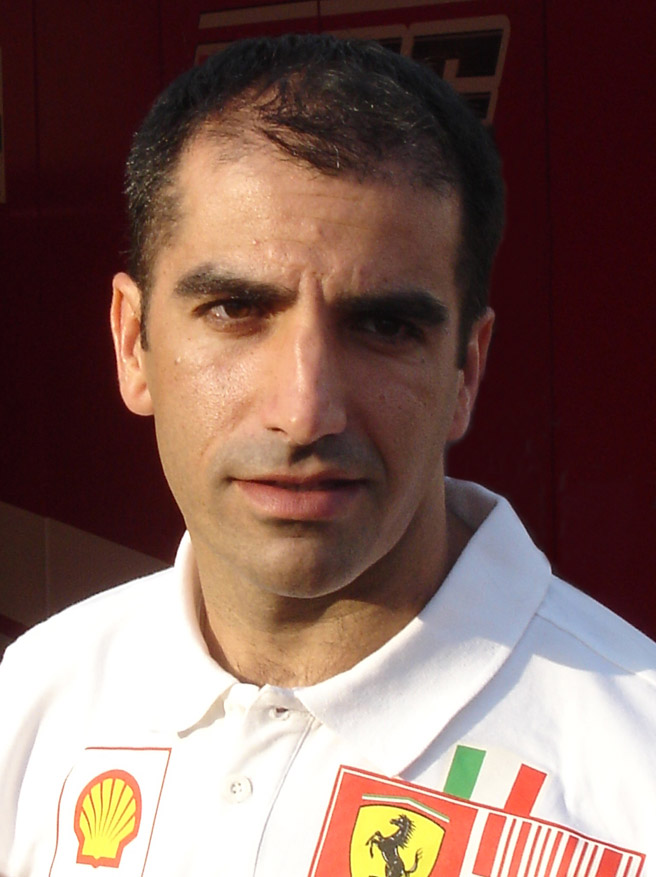
Marc Gené

- Ton van Genabeek (1929), Nederlands burgemeester
- Régis Genaux (1973-2008), Belgisch voetballer en voetbaltrainer
- Orhan Gencebay (1944), Turks zanger en acteur
- Minoru Genda (1904-1989), Japans piloot en politicus
- Olivier Gendebien (1924-1998), Belgisch autocoureur
- Jan van Genderen (1923-2004), Nederlands theoloog
- Olton van Genderen (1921-1990), Surinaams politicus
- Marc Gené (1974), Spaans autocoureur
- Robert van Genechten (1895-1945), Vlaams-Nederlands jurist, econoom, bestuurder en landverrader
- Andy Genen (1979), Luxemburgs stripauteur
- Martha Genenger (1911-1995), Duits zwemster
- Jean Genet (1910-1986), Frans schrijver
- Geng Lijuan (1963), Chinees-Canadees tafeltennisster
- Arnold van Gennep (1873-1957), Franse etnoloog en folklorist
- Arnoldus van Gennep (1766-1846), Nederlands politicus
- Rob van Gennep (1937-1994), Nederlands uitgever en boekhandelaar
- Pierre-Gilles de Gennes (1932-2007), Frans fysicus en Nobelprijswinnaar
- Caroline Gennez (1975), Vlaams-Belgisch politica
- Fofi Gennimata (1964-2021), Grieks politica
- Karien van Gennip (1968), Nederlands politicus
- Yvonne van Gennip (1964), Nederlands schaatsster
- André Genot (1913-1978), Belgisch vakbondsbestuurder
- Zoé Genot (1974), Belgisch politica
- Bruna Genovese (1976), Italiaans atlete
- Maarten van Gent (1947-2025), Nederlands basketbalcoach, manager, scout en ondernemer
- Mike Genovese (1942), Amerikaans acteur
- Hans-Dietrich Genscher (1927-2016), Duits politicus
- Anne van Gent (1926-2022), Nederlands politicus
- Maarten van Gent (1947-2025), Nederlands basketbalcoach, manager, scout en ondernemer
- Nathalie van Gent (1986), Nederlands (musical)actrice en zangeres
- Netty van Gent-de Ridder (1917-1984), Nederlands politicus
- Jean-Philippe Gentilleau (1965), schaker uit Monaco
- Paul Gentilozzi (1950), Amerikaans autocoureur en ondernemer
- Vic Gentils (1919-1997), Belgisch beeldhouwer en schilder
- Francisco (Paco) Gento (1933-2022), Spaans voetballer
- Bobbie Gentry (1944), Amerikaanse countryzangeres
- Inga Gentzel (1908-1991), Zweeds atlete
- Ton van Genugten (1983-2021), Nederlands rallycoureur en ondernemer
- Peter Genyn (1976), Belgisch paralympisch sporter

## Geo

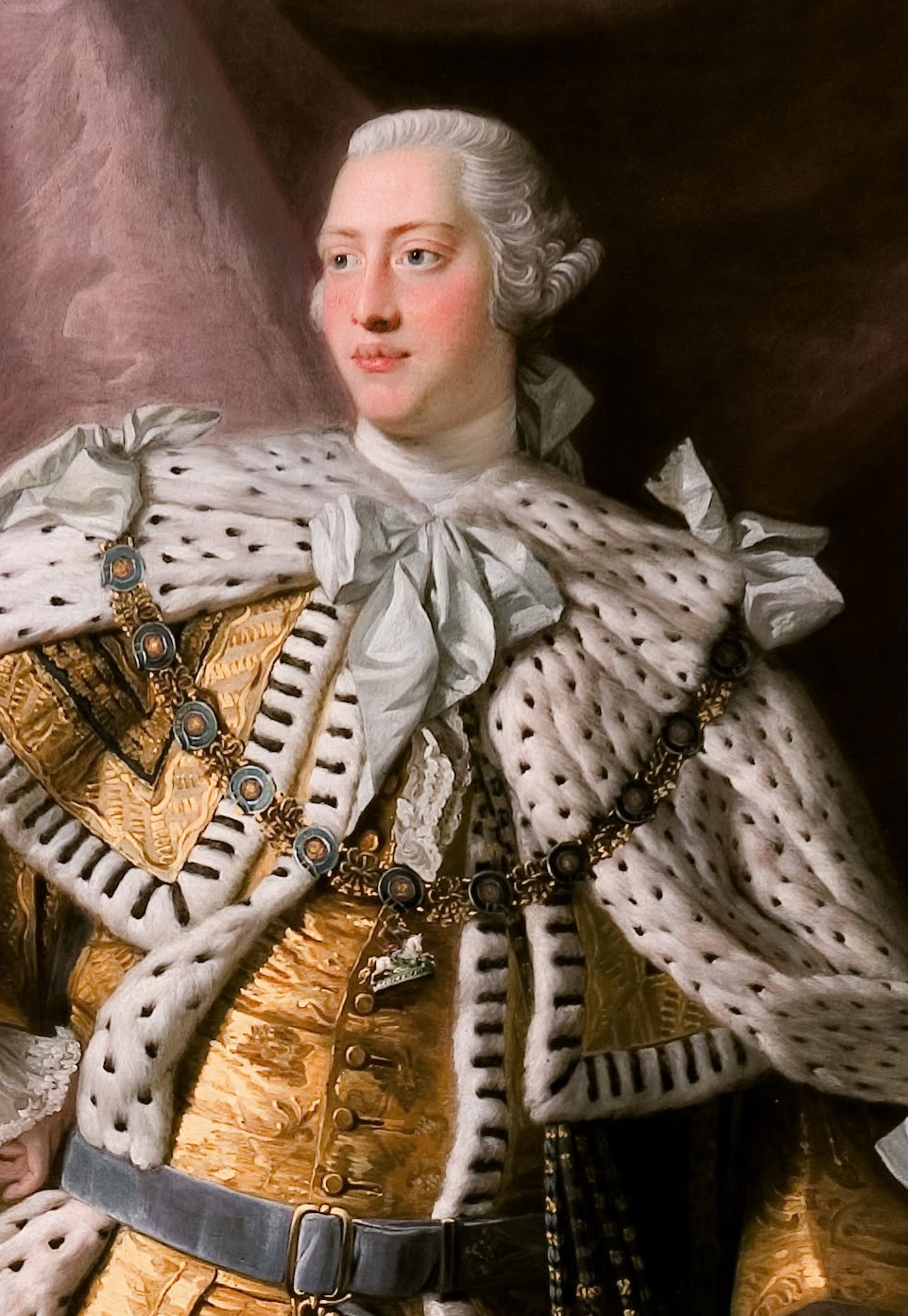
George III van het Verenigd Koninkrijk

- George I van Griekenland (1845-1913), koning van Griekenland (1863-1913)
- George I van Groot-Brittannië (1660-1727), koning van Groot-Brittannië (1714-1727)
- George II van Griekenland (1890–1947), koning van Griekenland (1922-1923, 1935-1941 en 1946-1947)
- George II van Groot-Brittannië (1683-1760), koning van Groot-Brittannië (1727-1760)
- George III van Groot-Brittannië (1738-1820), koning van het Verenigd Koninkrijk (1760-1820)
- George IV van Groot-Brittannië (1762-1830), koning van het Verenigd Koninkrijk (1820-1830)
- George V van Groot-Brittannië (1865-1936), koning van het Verenigd Koninkrijk (1910-1936)
- George VI van Groot-Brittannië (1895-1952), koning van het Verenigd Koninkrijk (1936-1952)
- George August Samuel van Nassau-Idstein (1665-1721), vorst van Nassau-Idstein (1677-1721)
- George Frederik van Nassau-Siegen (1606-1674), commandeur van Rijnberk (1648-1658), gouverneur van Bergen op Zoom (1658-1674)
- George Tupou V van Tonga (1948-2012), koning van Tonga (2006-2012)
- George Willem Belgicus van Nassau-Weilburg (1760-1762), erfprins van Nassau-Weilburg
- Bobby George (1945), Engels darter
- Boy George (1961), Iers popmuzikant
- Elizabeth George (1949), Amerikaans schrijfster
- Finidi George (1971), Nigeriaans voetballer
- Götz George (1938), Duits acteur
- Henry George (1839-1897), Amerikaans politiek econoom
- Jason George (1972), Amerikaans acteur
- Rowland George (1905-1997), Brits roeier
- Stefan George (1868-1933), Duits dichter
- Tami-Adrian George (1969), Amerikaans actrice
- Elena Georgescu (1964), Roemeens stuurvrouw bij het roeien
- Ivo Georgiev (1972-2021), Bulgaars voetballer
- Stephen Demetre Georgiou (1948), Engels zanger en songschrijver, bekend onder het pseudoniem Cat Stevens, later naam veranderd naar Yusuf Islam

## Gep
- Dick Gephardt (1941), Amerikaans politicus

## Ger

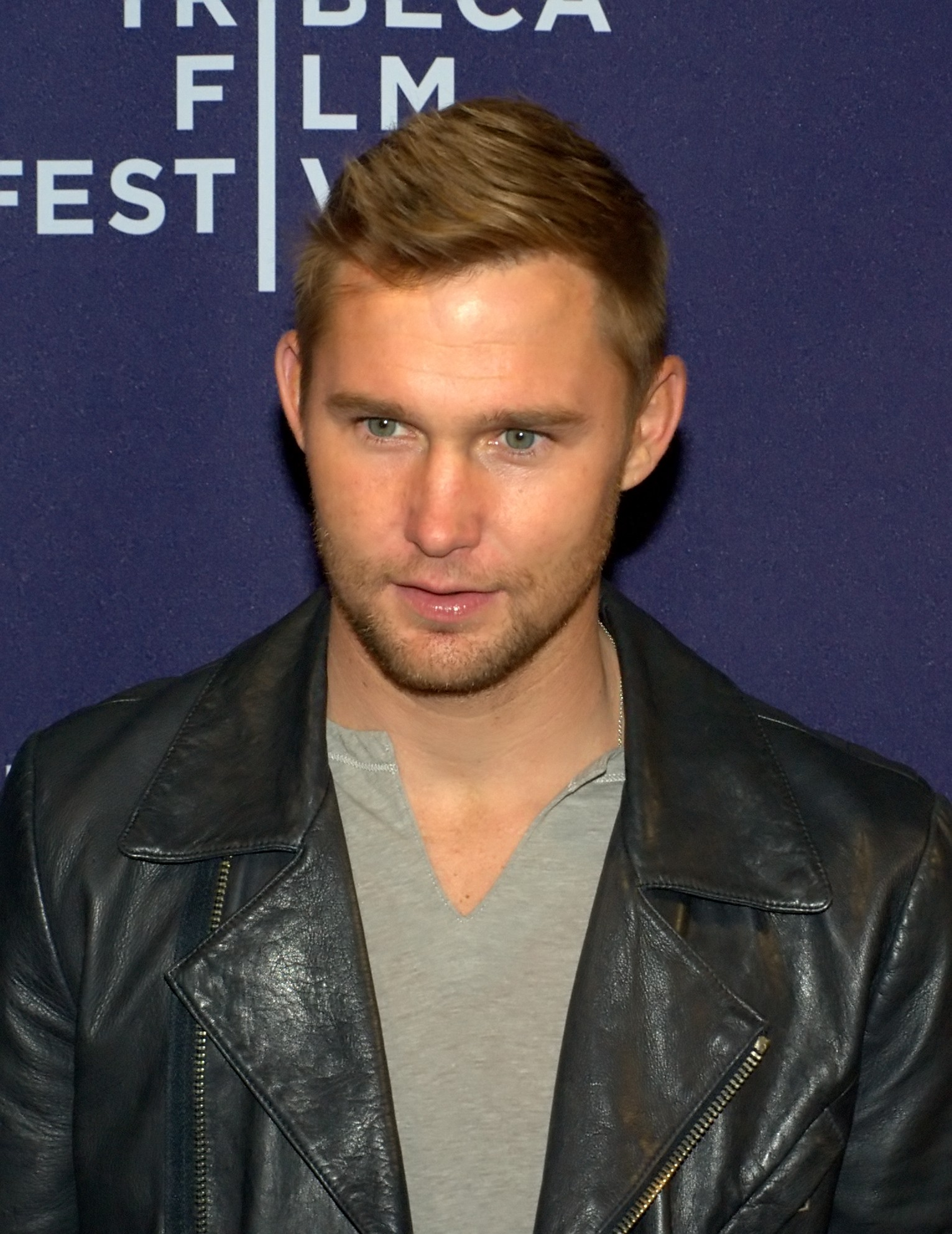
Brian Geraghty (2010)

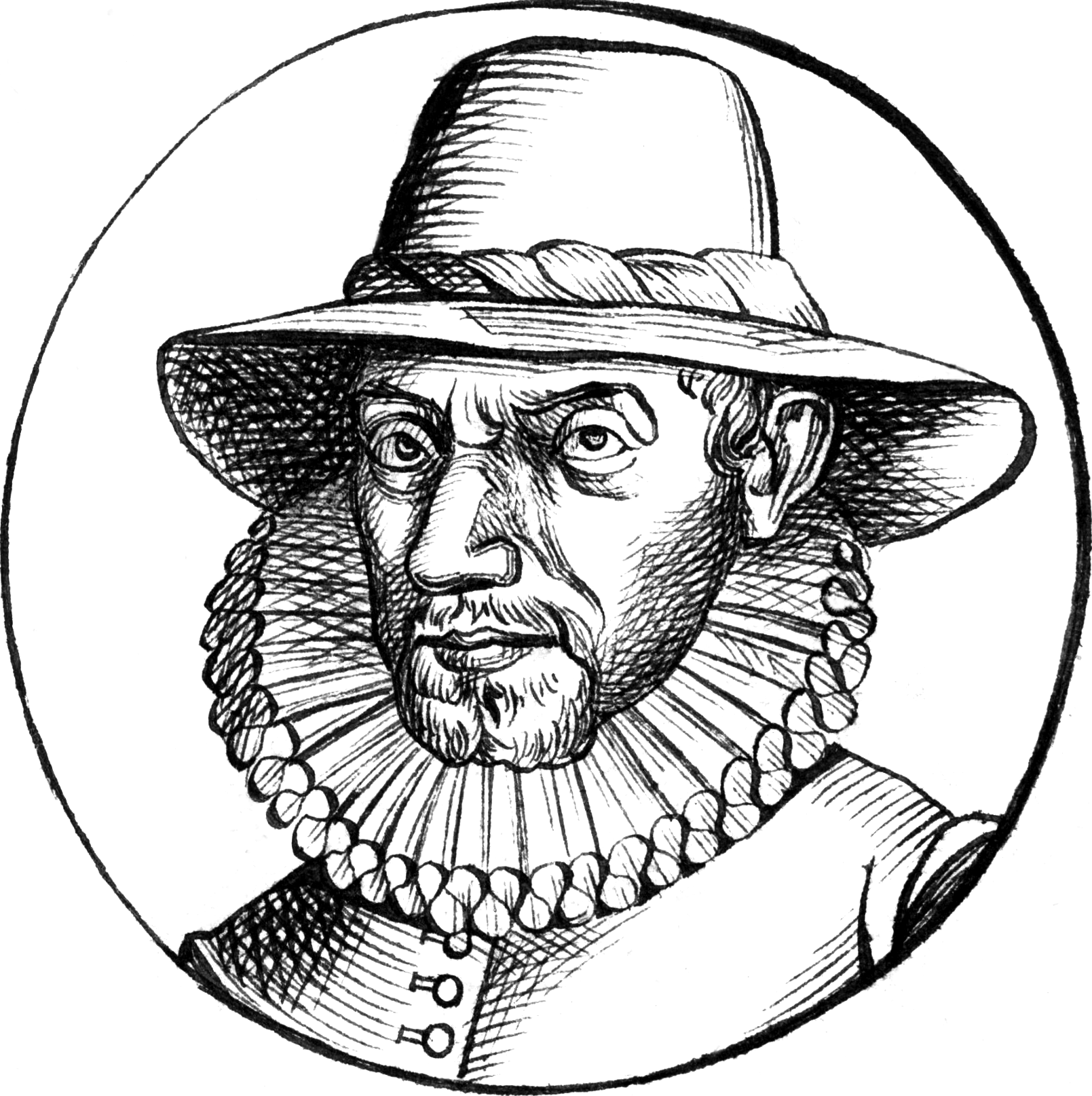
Balthasar Gerards

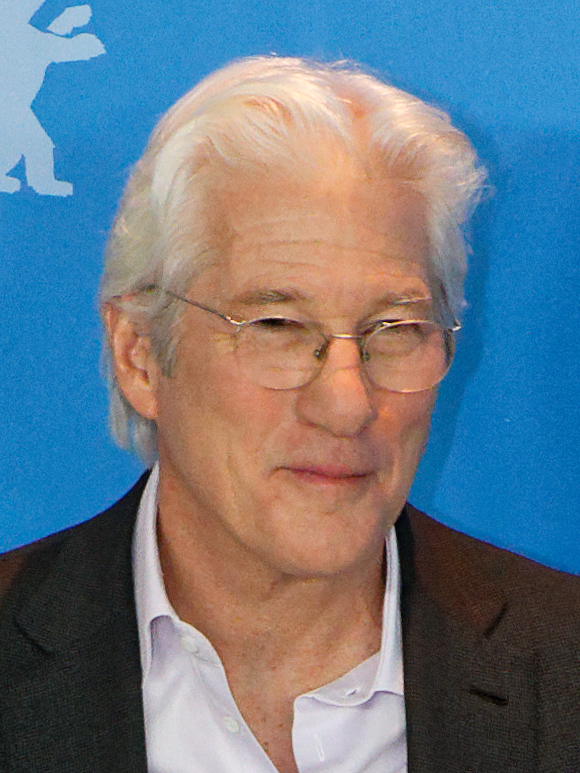
Richard Gere (2017)

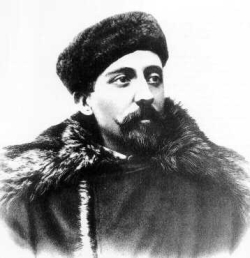
Adrien de Gerlache

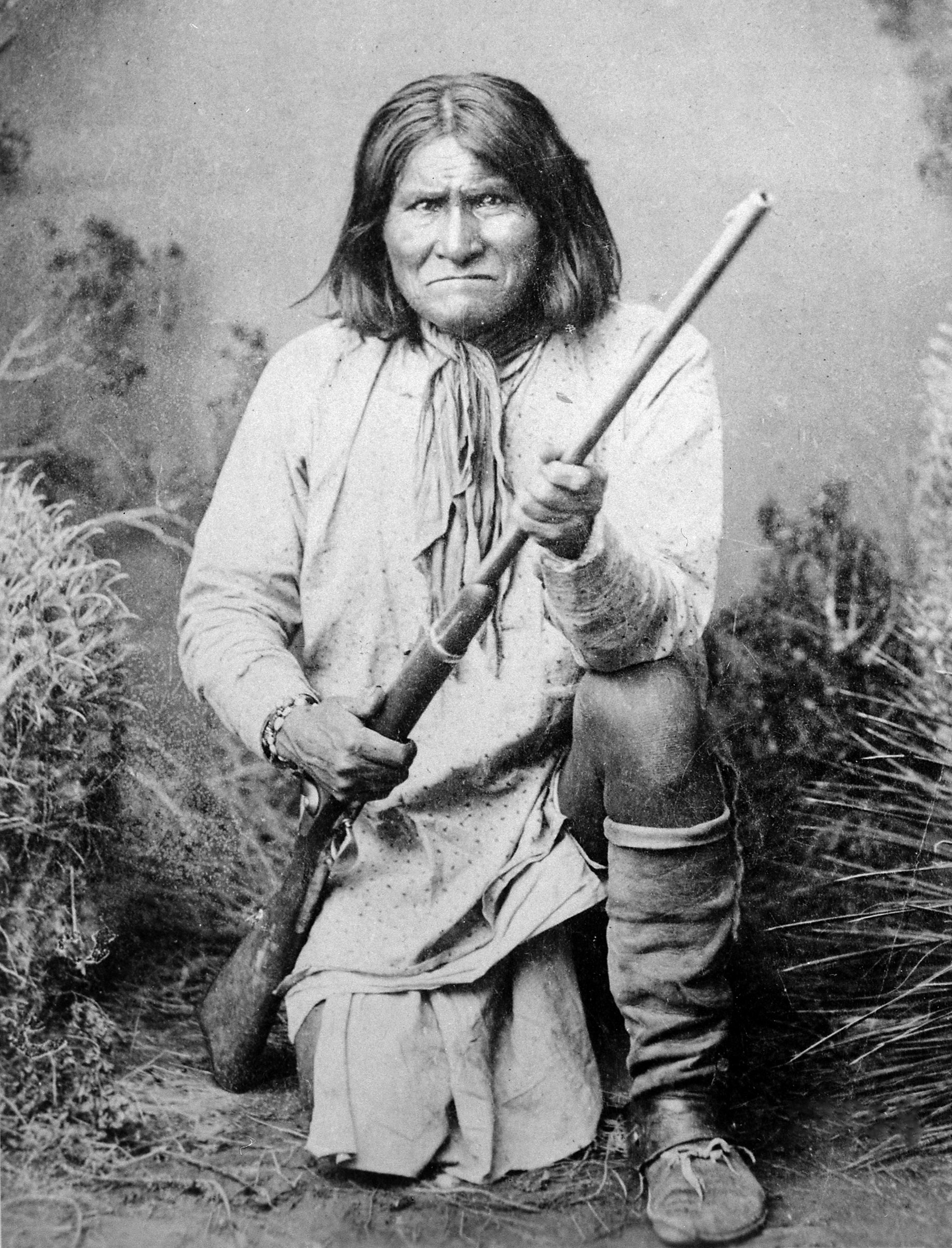
Geronimo

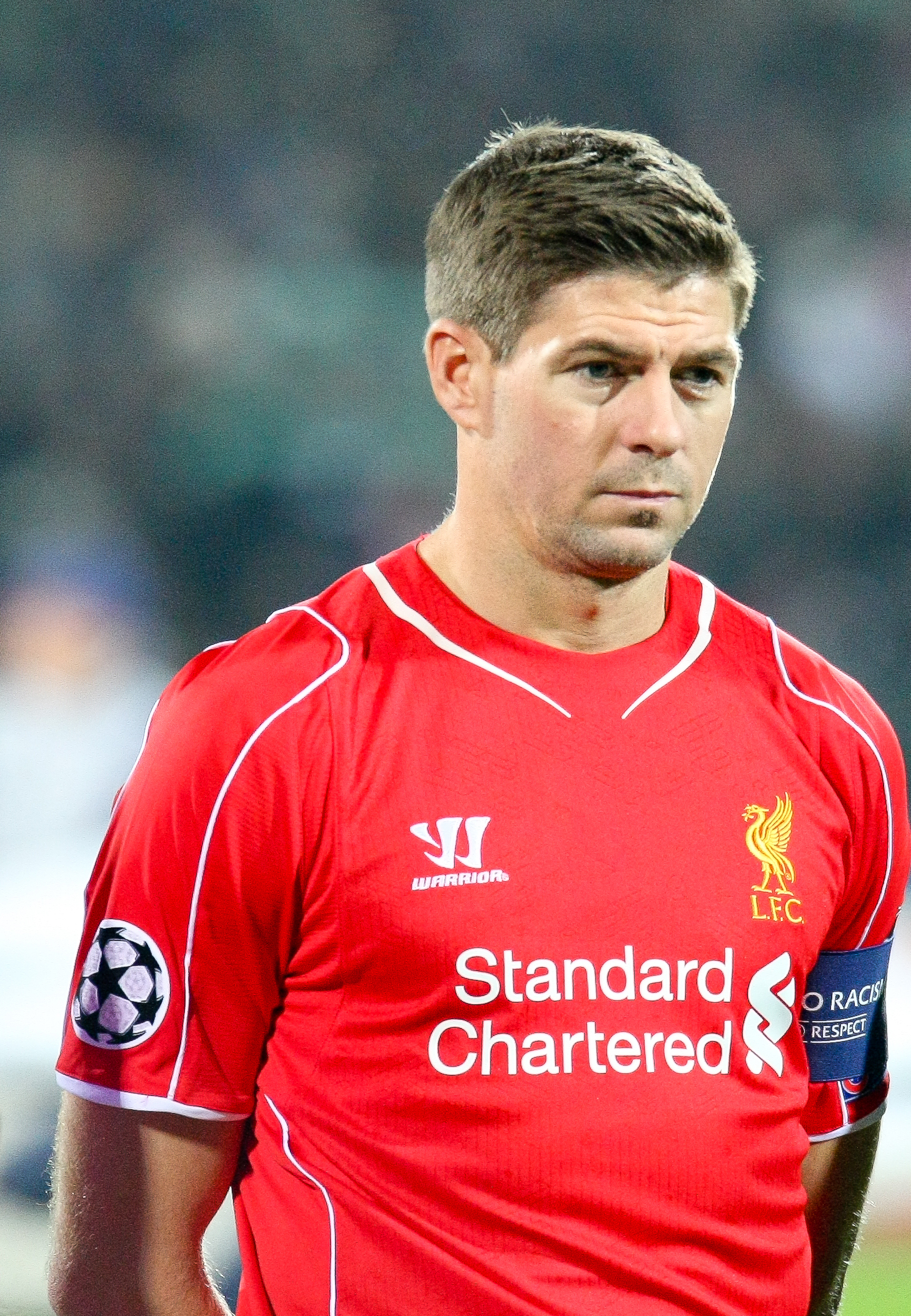
Steven Gerrard (2014)

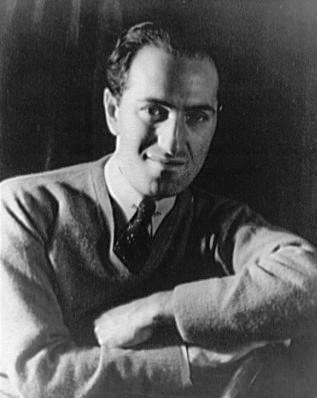
George Gershwin (1937)

- Brian Geraghty (1975), Amerikaans acteur
- Marita Geraghty (1962), Amerikaans actrice
- Matt Gerald (1970), Amerikaans acteur
- Arnaud Gérard (1984), Frans wielrenner
- Auguste-Sidoine Gérard (1904-1967), Belgisch ondernemer en bestuurder
- Charles Gérard (1898-1984), Belgisch politicus
- Charles Gérard (1926), Frans acteur
- Danyel Gérard (1939), Frans schlagerzanger, chansonnier en componist
- Étienne Maurice Gérard (1773-1852), Frans generaal
- François Gérard (1770-1837), Frans kunstschilder
- Joachim Gérard (1988), Belgisch rolstoeltennisser
- Léon Gérard (1840-1922), Belgisch politicus
- Marguerite Gérard (1761-1837), Frans kunstschilder
- Max-Léo Gérard (1879-1955), Belgisch politicus
- Redmond Gerard (2000), Amerikaans snowboarder
- Roch Gérard (1972), Belgisch voetballer
- Thea Gerard (1938-1987), Nederlands kunstenares
- Balthasar Gerards (1557-1584), Frans moordenaar van Willem van Oranje
- Gène Gerards (1940-2018), Nederlands voetballer en voetbaltrainer
- Michelle Gerards (1984), Nederlands tennisster
- Aleksandra Gerasimenia (1985), Wit-Russisch zwemster
- Simonne Gerbehaye (1899-1987), Belgisch politicus en weerstander
- Kaia Gerber (2001), Amerikaans model
- Gerben Jan Gerbrandy (1967), Nederlands politicus voor D66
- Pieter Sjoerds Gerbrandy (1885-1961), Nederlands advocaat en politicus (o.a. premier)
- Linus Gerdemann (1982), Duits wielrenner
- Ashlyn Gere (1959), Amerikaans actrice en pornoactrice
- Richard Gere (1949), Amerikaans acteur
- Bronisław Geremek (1932-2008), Pools geschiedkundige, politiek activist en politicus
- Mosinet Geremew (1992), Ethiopisch atleet
- Peter Gerety (1940), Amerikaans acteur
- Peter Leo Gerety (1912-2016), Amerikaans bisschop
- Valeri Gergiev (1953), Russisch dirigent
- Gerhard van Nassau († 1312/14), Duits kanunnik
- Adriaan Gerhard (1858-1948), Nederlands politicus
- Friedrich Gerhard (1884-1950), Duits ruiter
- Hubert Gerhard (1540/50-1618/20), Nederlands beeldhouwer
- Nina Gerhard (1974), Duits zangeres
- Charles Frédéric Gerhardt (1816-1856), Frans scheikundige
- Elisabeth Gerhardt (1888-1978), Duits schildersmodel, echtgenote van August Macke
- Hans-Jürgen Gerhardt (1954), (Oost-)Duits bobsleeër
- Ida Gerhardt (1905-1997), Nederlands dichteres en classica
- Mia Gerhardt (1918-1988), Nederlandse mediëvist en hoogleraar
- Paul Gerhardt (1607-1676), Duits predikant
- Yannick Gerhardt (1994), Duits voetballer
- Théodore Géricault (1791-1824), Frans schilder
- Piet Gerits (1948), Belgisch voetballer
- Friedrich Clemens Gerke (1801-1888), Duits schrijver, journalist, musicus en telegrafiepionier
- Arda Gerkens (1965), Nederlands politica
- Muriel Gerkens (1957), Belgisch politicus
- Pieter Gerkens (1995), Belgisch voetballer
- Gerlach I van Nassau (vóór 1288-1361), graaf van Nassau (1298–1344)
- Gerlach II van Nassau-Wiesbaden-Idstein (1333-na 1386), graaf van Nassau-Wiesbaden-Idstein (1370-1386)
- Gerlach van Nassau (1322-1371), aartsbisschop en keurvorst van Mainz (1346-1371)
- Manfred Gerlach (1928-2011), Duits politicus, laatste voorzitter van de Staatsraad van de DDR
- Walther Gerlach (1889-1979), Duits natuurkundige
- Adrien de Gerlache (1866-1934), Belgisch ontdekkingsreiziger
- Ada Gerlo (1885-1980), Nederlands schrijfster en dichteres; pseudoniem van Annie Salomons
- Aloïs Gerlo (1915-1998), Belgisch journalist, verzetsstrijder, universiteitsrector en bestuurder
- Dirk Gerlo (1959), Belgisch sportjournalist
- Juan Gerlo (1991), Belgisch acteur en zanger
- Lisa Gerlo (?), Belgisch actrice
- Urbain Gerlo (1897-1986), Belgisch kunstschilder
- Garrett Gerloff (1995), Amerikaans motorcoureur
- Germanicus Julius Caesar (15 v.Chr.-19 n.Chr.), Romeins krijgsheer en politicus
- Greg Germann (1958), Amerikaans acteur
- Edmund Germer (1901-1987), Duits uitvinder van de tl-lamp
- Bernhard Germeshausen (1951-2022), Oost-Duits bobsleeër
- Carlos Germonprez (1934-2013), Belgisch atleet
- Aagt Germonts (ca. 1621 - na 1660), Nederlandse verdachte van toverij en kindermoord
- Pol Gernaey (1927-2005), Belgisch voetballer
- Tom Gernaey (1978), Vlaams presentator
- Tygo Gernandt (1974), Nederlands acteur
- Gabriëlle Marie Julie Gerniers-Demets (1899-2010), Belgisch honderdplusser, oudste levende persoon in België
- Eric Gérôme (1969), Belgisch atleet
- Geronimo (1825-1905), Amerikaans indianenleider
- Lisa Gerrard (1961), Australisch zangeres en componiste
- Nicci Gerrard (1958), Brits schrijfster
- Steven Gerrard (1980), Engels voetballer
- Lenie Gerrietsen (1930-2024), Nederlands turnster
- Ellen Gerrits (1967), Nederlands logopedist, hoogleraar en lector
- Travis Gerrits (1991), Canadees freestyleskiër
- Annette Gerritsen (1985), Nederlands schaatsster
- Arend Jan (Arjen) Gerritsen (1970), Nederlands politicus
- Carel Victor Gerritsen (1850-1905), Nederlands politicus
- Diet Gerritsen (1960?), Nederlands actrice
- Esther Gerritsen (1972), Nederlands toneel- en romanschrijfster
- Eva Bal (geboren als Eva Elisabeth Gerritsen) (1938), Nederlands regisseur
- Gradus Antonius Gerritsen (1917-1944), Nederlands verzetsstrijder
- J.C. (Hans) Gerritsen (1957), Nederlands politicus
- Hans (J.H.) Gerritsen (1959), Nederlands ambtenaar en bestuurder
- Hans Johan Teengs Gerritsen (1907-1990), Nederlands zakenman en verzetsstrijder
- Johannes Arnoldus (Arnold) Gerritsen (1948), Nederlands burgemeester
- Liselore Gisbertha Ilse Margaretha Gerritsen (1937), Nederlands zangeres en schrijfster
- Maico Gerritsen (1986), Nederlands voetballer
- Marcel Gerritsen (1967), Nederlands mountainbiker en veldrijder
- Martinus Gerard Gerritsen (1888-1956), Nederlands predikant
- Melis (Mees) Gerritsen (1939), Nederlands wielrenner
- Patrick Gerritsen (1987), Nederlands voetballer
- Rinus Gerritsen (1946), Nederlands basgitarist
- Tess Gerritsen (1953), Amerikaans schrijfster
- Willem Pieter (Wim) Gerritsen (1935), Nederlands literatuurhistoricus
- Dirck Gerritsz. Pomp (1544-1608), Nederlands ontdekkingsreiziger
- David Gerrold (1944), Amerikaans sciencefictionschrijver
- Daniel Gerroll (1951), Brits acteur
- Janick Gers (1957), Brits gitarist
- Winston Gerschtanowitz (1976), Nederlands presentator
- Hans Gerschwiler (1921-2017), Zwitsers kunstschaatser
- Alik Gershon (1980), Israëlisch schaker
- Gina Gershon (1962), Amerikaans actrice
- Rami Gershon (1988), Israëlisch voetballer
- George Gershwin (1898-1937), Amerikaans componist en tekstschrijver
- Ira Gershwin (1896-1983), Amerikaans tekstschrijver
- Gérson (1941), Braziliaans voetballer
- Hans Gerson (1947), Nederlands ambtenaar en bestuurder
- Natasha Gerson (1969), Nederlands schrijfster en journaliste
- Paul Gerstgraser (1995), Oostenrijks noordse combinatieskiër
- Elfriede Gerstl (1932-2009), Oostenrijks schrijfster
- Franz Gertsch (1930-2022), Zwitsers kunstschilder
- Vitas Gerulaitis (1954-1994), Amerikaans tennisser
- Reshad de Gerus (2003), Frans autocoureur
- André van Gerven (1952), Nederlands voetballer
- Henricus Petrus Johannes (Henk) van Gerven (1955), Nederlands arts en politicus
- K.J. van Gerven (1924), Nederlands politicus
- Louis Gerverot (1747-1829), Frans ondernemer
- Ans van Gerwen (1951), Nederlands turnster
- Michael van Gerwen (1989), Nederlands darter

## Ges
- Charles Geschke (1939-2021), Amerikaans informaticus en oprichter van Adobe
- Simon Geschke (1986), Duits wielrenner
- Wilhelm Gesenius (1786-1842), Duits theoloog en deskundige Nabije Oosten en oude talen (Hebreeuws)
- Tilahun Gesesse (1940-2009), Ethiopisch zanger
- Grażyna Gęsicka (1951-2010), Pools politicus (lid van de Sejm en oud-minister)
- Dariusz Gęsior (1969), Pools voetballer
- Robert Gesink (1986), Nederlands wielrenner
- Anthony Geslin (1980), Frans wielrenner
- Eugène Gessel (1919-2020), Surinaams historicus, docent en politiek analyticus
- Johannes Gessner (1709-1790), Zwitsers botanicus en wetenschapper
- Jan van Gestel (1961), Nederlands voetballer

## Get

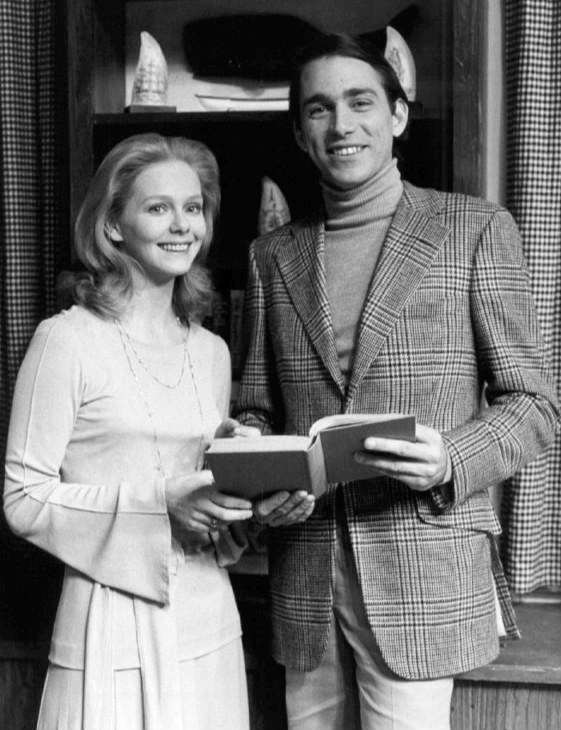
John Getz (rechts), 1974

- Genet Getaneh (1986), Ethiopisch atlete
- Peter Gethin (1940-2011), Brits autocoureur
- Rudi Getrouw (1928-2002), Surinaams kunstenaar
- Malcolm Gets (1964), Amerikaans acteur
- Estelle Getty (1923-2008), Amerikaans actrice
- Ileen Getz (1961-2005), Amerikaans actrice
- John Getz (1946), Amerikaans acteur

## Geu
- Philippe Geubels (1981), Vlaams stand-upcomedian
- Kick Geudeker (1901-1977), Nederlands voetballer en sportjournalist
- Hans Geul (1917-1943), Nederlands atleet en verzetsstrijder
- Andrée Geulen-Herscovici (1921-2022), Belgische verzetsstrijder
- Steven Jan Matthijs van Geuns (1864-1939), Nederlands openbaar aanklager
- Gerard Geurds (1939-2024), Nederlands voetbalscheidsrechter
- Anton Geurts (1932-2017), Nederlands kanovaarder
- Carla Geurts (1971), Nederlands zwemster
- Aart Jan de Geus (1955), Nederlands politicus
- Johanna de Geus (1903-1986), Nederlands zangeres
- Pieter de Geus (1929-2004), Nederlands politicus
- Rob Geus (1971), Nederlands kok en presentator

## Gev

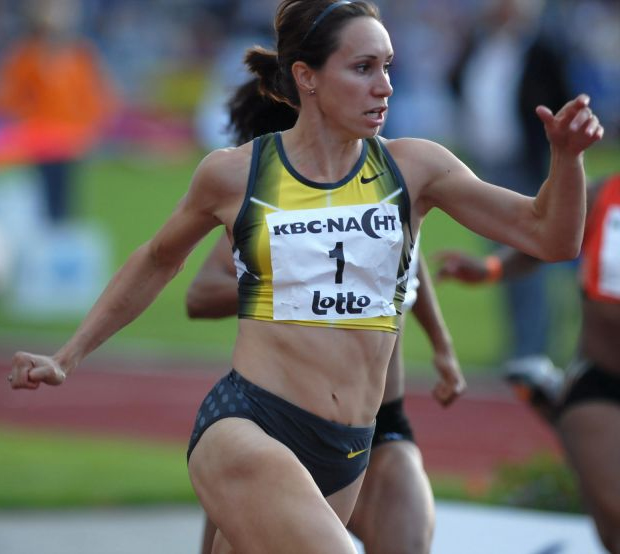
Kim Gevaert

- Alan Gevaert (?), Belgisch bassist
- Carlo Gevaert (1906-1949), Belgisch industrieel en bestuurder
- David Gevaert (1969), Belgisch voetbalcoach
- Edgar Gevaert (1891-1965), Belgisch kunstschilder en pacifist
- François-Auguste Gevaert (1828-1908), Belgisch componist, muziekpedagoog, musicoloog en organist
- Gustaaf Gevaert (1883-1952), Belgisch politicus
- Kim Gevaert (1978), Belgisch atlete
- Lieven Gevaert (1868-1935), Belgisch ondernemer en bestuurder
- Maria Gevaert (1916-1983), Belgisch politica
- Philippe Gevaert (1759-1832), Zuid-Nederlands burgemeester
- Vitus Gevaert (1822-1889), Belgisch klavierbouwer en muziekuitgever
- Wendela Gevers Deynoot (1947-2025), Nederlands beeldhouwster

## Gew
- Ute Geweniger (1964), Oost-Duits zwemster en olympisch kampioene

## Gey
- Felix Geybels (1935-2013), Belgisch voetballer
- Hans Geybels (1971), Belgisch theoloog
- Kim Geybels (1981), Belgisch politica
- Heinrich Geyer (1818-1896), profeet in de Katholiek Apostolische Kerk
- Ludwig Geyer (1779-1821), Duits acteur, toneelschrijver en portretschilder
- Ludwig Geyer (1904-1992), Duits wielrenner
- Jef Geys (1934-2018), Belgisch beeldend kunstenaar
- Bettina Geysen (1969), Belgisch journaliste, televisiepresentatrice, bestuurster, politica en onderneemster
- Jan Geysen (1969), Belgisch radio- en televisiemaker en -presentator
- Lode Geysen (1969), Belgisch toneelregisseur
- Wim Geysen (1969), Belgisch schrijver en acteur

## Gez

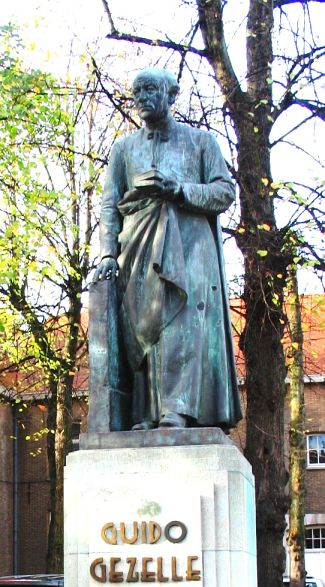
Guido Gezelle

- Guido Gezelle (1830-1899), Vlaams priester, dichter en vertaler
- Nour-Edinne Gezzar (1980), Frans atleet